# Prado (Bahia)
Pour les articles homonymes, voir Prado.
Prado est une municipalité de l'État de Bahia au Brésil.
Sa population était estimée à 27 612 habitants en 2010, elle s'étend sur 1 664,536 km2.
Elle fait partie de la Microrégion de Porto Seguro dans la Mésorégion du Sud de Bahia.